# 米柳奧爾科山
21°3′44″S 67°52′53″W / 21.06222°S 67.88139°W
米柳奧爾科山（Millu Urqu），是玻利維亞的山峰，位於該國西南部波托西省的北利佩斯省，處於查斯卡奧爾科山和卡奇奧努山西南面，屬於安第斯山脈的一部分，海拔高度4,701米。